# Monica De La Cruz

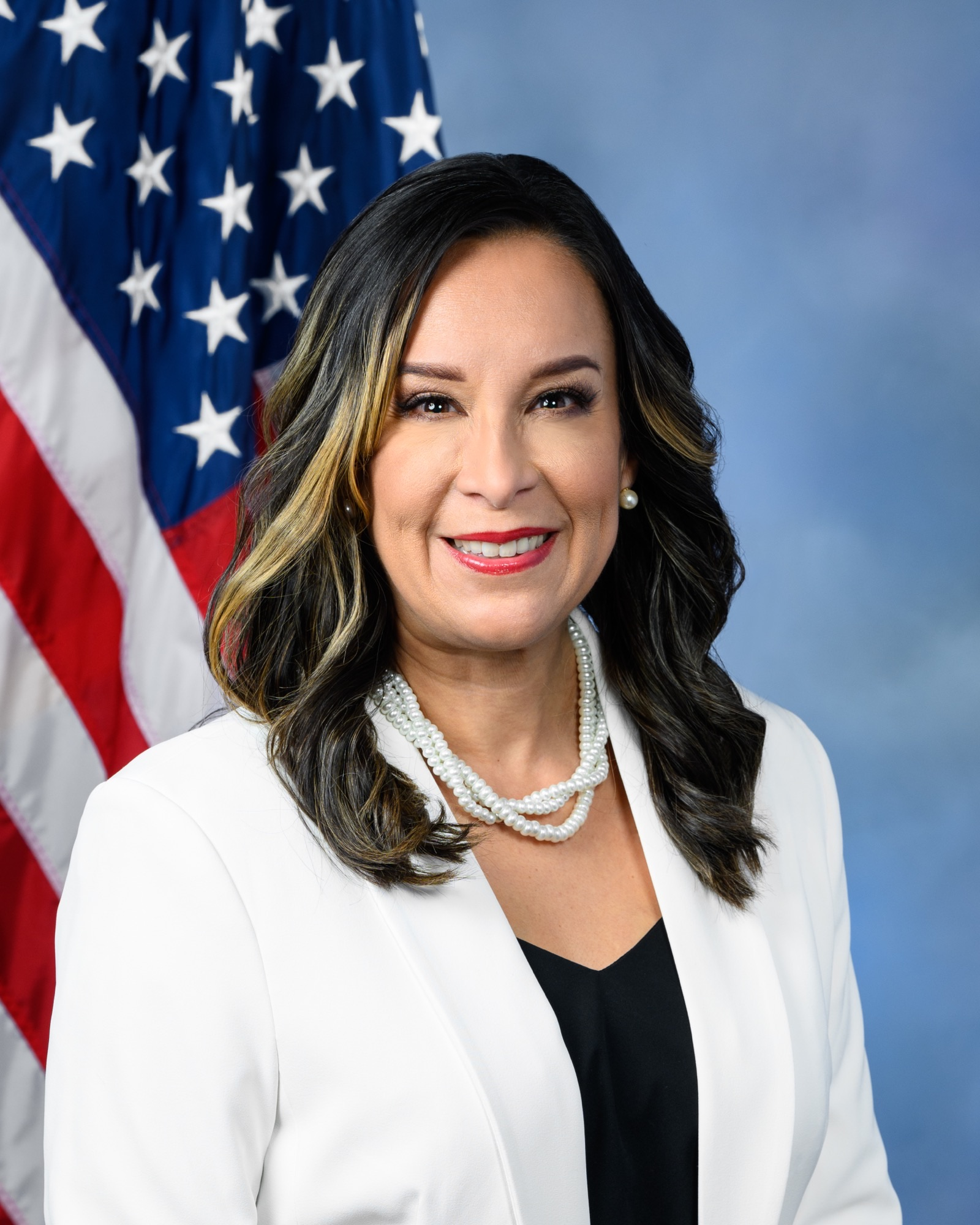
Monica De La Cruz (2023)

Monica De La Cruz (* 11. November 1974 in Brownsville, Texas) ist eine US-amerikanische Politikerin. Seit dem 3. Januar 2023 sitzt sie für die Republikanische Partei im US-Repräsentantenhaus und vertritt dort den 15. Kongresswahlbezirk von Texas.

## Leben und beruflicher Werdegang
De La Cruz wuchs im texanischen Brownsville als Tochter einer alleinerziehenden Mutter auf. Nach der High School studierte sie an der University of Texas at San Antonio und erwarb dort 1997 einen Bachelorabschluss in Marketing. Im Anschluss studierte sie zeitweilig Spanisch an der Nationalen Autonomen Universität von Mexiko in Mexiko-Stadt. Erste berufliche Erfahrung sammelte sie bei den Fernsehunternehmen Turner Broadcasting System und Cartoon Network, wo sie für den lateinamerikanischen Markt zuständig war. Im Anschluss betrieb sie ihre mehrere Kleinunternehmen, darunter eine eigene Versicherungsagentur.
De La Cruz war insgesamt zweimal verheiratet, ihr letzter Ehemann reichte 2021 die Scheidung ein und beantragte eine einstweilige Verfügung gegen sie, da sie ihn angeblich bedroht und seine Tochter misshandelt haben soll. De La Cruz bestritt die Vorwürfe, das zuständige Gericht lehnte den Antrag ihres Ex-Manns zunächst ab. De La Cruz gehört der Episkopalkirche an und lebt mit ihren zwei Kindern in Edinburg.

## US-Repräsentantenhaus
Nach eigenen Angaben war De La Cruz zunächst Mitglied der Demokratischen Partei, wechselte jedoch zu den Republikanern, da die Demokraten sich zu sehr von den für Hispanoamerikaner wichtigen Werten wie Familie, Glauben und Nationalstolz entfernt hätten.
2020 bemühte sich De La Cruz zum ersten Mal um ein öffentliches Wahlamt und kandidierte im 15. Kongresswahlbezirk in Texas für einen Sitz US-Repräsentantenhaus. Nachdem sie die parteiinterne Vorwahl der Republikaner im zweiten Wahlgang für sich entschieden hatte, unterlag sie bei der Hauptwahl dem Demokratischen Amtsinhaber Vicente González mit 47,6 zu 50,5 % der Stimmen.
Bei den Wahlen 2022 kandidierte De La Cruz erneut. Im Zuge der Volkszählung 2020 waren die Wahlkreise in Texas neu eingeteilt worden. Der neu zugeschnittene 15. Kongresswahlbezirk gilt als deutlich kompetitiver als die Vorgängerversion. Der nominelle Amtsinhaber González entschied sich daher, nicht erneut im 15. sondern im benachbarten 34. Distrikt anzutreten, der durch den Neuzuschnitt deutlich zu den Demokraten tendierte. Um den nun freigewordenen Sitz bewarb sich neben De La Cruz Michelle Vallejo von den Demokraten. Am Wahltag konnte De La Cruz Vallejo mit 53,3 zu 44,8 % verhältnismäßig klar besiegen und trug mit ihrem Erfolg mit dazu bei, dass die Republikaner die Mehrheit im Repräsentantenhaus erobern konnten. Sie ist die zweite Republikanerin in über 100 Jahren – und die erste, die für eine volle Amtszeit gewählt wurde –, die das Rio Grande Valley im Kongress vertritt. Ihr Wahlkreis erstreckt sich über annähernd 400 Kilometer vom östlichen Vorland San Antonios bis zur mexikanischen Grenze und ist überwiegend hispanoamerikanisch geprägt.
Bei der Kongresswahl 2024 bekam sie Unterstützung von der Bundespartei. Der Sprecher des Repräsentantenhauses Mike Johnson trat für De La Cruz auf, sie hielt die spanische Erwiderungsrede zu Joe Bidens State of the Union Address und sprach bei der Republican National Convention 2024. Sie konnte die Vorwahl gegen Vangela Churchill mit 88,2 % für sich entscheiden, während sich bei den Demokraten erneut Michelle Vallejo qualifizierte. Die Wahl zum 119. Kongress konnte De La Cruz schließlich im November mit 57,1 % gewinnen.